# Karel Josef Khun
Karel Josef Kuhn, též Karl Khun, (2. června 1736 Praha – 16. června 1829 Vyšehrad) byl římskokatolický kněz, jezuita, kanovník královské kolegiátní kapituly Vyšehradské.

## Život
Narodil se v Praze, kde studoval Akademické gymnázium a již během studia v 15 letech se stal novicem staroměstské koleje jezuitského řádu. Dále přestoupil do Olomouce. Vystudoval filozofii a teologii a nastoupil jako pedagog na jezuitská gymnázia, postupně do Klatov, Mnichova Hradiště a nakonec do Jindřichova Hradce. V roce 1763 přijal kněžské svěcení, slavné sliby složil roku 1769. Téhož roku papež Klement XIV. jezuitský řád zrušil.
Khun pak vstoupil do duchovní správy jako farář v Odoleně Vodě. Dosáhl titulu magistra filozofie a bakaláře teologie.
Roku 1804 byl zvolen sídelním vyšehradským kanovníkem. Finančně dobře situovaný Khun daroval kapitule svou liturgickou soupravou ze stříbra. Vyšehradský probošt Karel Rudolf hrabě Buol – Schauenstein si roku 1810 Khuna vybral za svého prokurátora. V roce 1826 usiloval o prebendu, děkana, ale nedosáhl na ni. Khun zůstal až do smrti v roce 1829 aktivním a oblíbeným kazatelem, pečoval o kostel a o vyšehradskou školu. Jeho impozantní zjev dokumentuje portrét od Antonína Machka, objednaný roku 1825 ke Khunovým devadesátinám.

## Dílo
Psal populárně naučné spisy, jako Krátký výtah křesťanské dokonalosti, také praktické příručky Biblická konkordace (1784), vzorová kázání pro venkovské kněze (5 dílů, 1776 – 1882), Katechismus ženichův (1802), a Průvodce katolickou věroukou (1802).